# Krupka
Krupka (tjekkisk udtale: [ˈkrupka] ; tysk: Graupen) er en by i distriktet Teplice i regionen Ústí nad Labem i Tjekkiet med omkring 13.000 indbyggere. Byen ligger i Erzgebirge, et UNESCOs verdensarvssted, og i den sene middelalder var det en af verdens førende producenter af tin og sølv. Centrum af Krupka er velbevaret og er beskyttet ved lov som en urban monumentzone.
Bydelene og landsbyerne Bohosudov, Fojtovice, Horní Krupka, Maršov, Nové Modlany, Soběchleby, Unčín og Vrchoslav er administrative dele af Krupka.

## Etymologi
Navnet "Krupka" var afledt af et gammeltjekkisk ord krupý, som cirka betyder "stor".

## Geografi
Krupka ligger omkring 3 km nord for Teplice og 11 km  øst for Ústí nad Labem. Den sydlige del af kommunens område med det bebyggede område ligger på Most-sletten og  den nordlige del ligger i Erzgebirge.
På den sydlige grænse af Krupka ligger Kateřina Reservoir, der blev bygget i begyndelsen af det 20. århundrede. Det blev bygget som en del af vandforvaltningsbeskyttelsen og bruges i dag også til rekreative formål.

## Historie
Oprindelsen af den oprindelige mineby er forbundet med udvinding af tinmalm og dens videre forarbejdning. Den første skriftlige omtale af Krupka er fra 1305 i et skøde af kong Wenceslaus 2.  I 1330 nævnes eksistensen af en vagtfæstning. Efter hussitterkrigene fik Krupka byprivilegier.
I 1600-tallet begyndte der at opstå problemer med minedriften, og tinsalget gik i stå. Trediveårskrigen påvirkede minedriften negativt. I 1708 købte familien Clary-Aldringen godset Krupka og ejede det indtil 1918.
I det 19. århundrede flyttede det økonomiske centrum til nabobyen Bohosudov med etableringen af nye fabrikker og brunkulsminer. I 1858 blev jernbanen til Bohosudov bygget. I 1898 blev Bohosudov forfremmet til en by. Fra 1938 til 1945 var Krupka annekteret af Nazityskland og administreret som en del af Reichsgau Sudetenland. I 1960 blev Bohosudov fusioneret med Krupka og blev dens mest befolkede bydel.

## Seværdigheder
Det historiske centrum af Krupka består af Husitská-gaden, der tidligere var sæde for forskellige håndværkere. Nutidens Husitská-gaden består af ombyggede eller genopbyggede oprindelige renæssancehuse. Det vigtigste vartegn er Jomfru Marias himmelfartskirke fra det 14. århundrede. Det blev ødelagt af brande mange gange og restaureret i 1668. Bag kirken er der et klokketårn fra 1400-tallet. Over kirken ligger det tidligere rådhus, der i dag er i privateje. 
Minekulturlandskabet i Krupka blev  i 2019  en del af UNESCOs verdensarvssted  den transnationale Mineregion i Erzgebirge. I forbindelse med minedriften blev der oprettet en uddannelsessti, der fører fra den tjekkiske side til den tyske side og viser forskellige historisk vigtige steder. I Husitská Street er der infocentret i Krupka Mineregionen med en udstilling med fokus på historien og livet i Krupka, minedrift i Erzgebirge og en malmsamling.